# Władysław Bachul
Władysław Bachul (ur. 5 lutego 1920 lub 1922, zm. 1971) – polski Sprawiedliwy wśród Narodów Świata

## Życiorys
Władysław Bachul urodził się w 1922 r. jako syn Stanisława i Ludwiki Bachul. Mieszkał z rodzicami, babcią ze strony matki Antoniną oraz szóstką rodzeństwa: Janiną (ur. 1917), Romanem (ur. 1918), Janem (r. 1928),  Mieczysławem (ur. 1929), Marią (ur. 1920) i Anną (ur. 1924) we wsi Osielec lub Bystra w okolicy Makowa Podhalańskiego. Podczas okupacji niemieckiej Bachulowie ukryli wywiezioną z krakowskiego getta dwuipółletnią Sarę Glaser, będącą córką Miriam Glaser, znajomej rodziny. Dla zachowania bezpieczeństwa dziecko było przedstawiane jako nieślubna córka Ludwiki, natomiast w rzeczywistości stało się pełnoprawnym członkiem rodziny. Zostało nauczone katolickich modlitw i regularnie uczęszczało do kościoła, aby uniknąć represji. Władysław aktywnie ukrywał Sarę przed represjami, zapewniał jej pożywienie oraz inne niezbędne dobra. Sara pozostała pod opieką Bachulów niemal do końca okupacji niemieckiej, kiedy to matka Miriam odebrała je po wyjściu z obozu koncentracyjnego w Oświęcimiu. Glaserowie mieszkały później przejściowo we Wrocławiu, następnie w obozie przejściowym dla osób przesiedlonych w Hofgeismar w Niemczech, po czym wyemigrowały do Izraela. W 1987 roku ukrywana podczas okupacji niemieckiej Sarah Lea Yareach domo Glaser odwiedziła dom swoich dawnych opiekunów.
Władysław Bachul zmarł w 1971 r. 12 września 1990 r. został pośmiertnie uznany  przez Jad Waszem za Sprawiedliwego wśród Narodów Świata. Razem z nim odznaczono jego rodziców Stanisława i Ludwikę Bachulów i rodzeństwo Janinę Siwiec z domu Bachul, Annę Radoń z domu Bachul, Marię Rzeszutko z domu Bachul oraz  Romana Bachulów.